# Teshirogi Shiori
Teshirogi Shiori (手代木史織 Thủ Đại Mộc Sử Chức, sinh ngày 13 tháng 4 năm 1978 tại Ishinomaki, Miyagi, Nhật Bản) là một mangaka người Nhật, tác giả của các loạt truyện manga như Kieli và Saint Seiya: The Lost Canvas.

## Tiểu sử
Tác phẩm đầu tay của Shiori được đăng trên tạp chí Enix vào năm 1997. Ban đầu, cô chủ yếu viết các tác phẩm thuộc thể loại Shoujo và Josei, nhưng sau đó vào năm 2003, Shiori được giới thiệu với Akita Shoten, và bắt đầu sáng tác manga Saint Seiya: The Lost Canvas, một tác phẩm thuộc thể loại shounen với phong cách hoàn toàn khác với phong cách của Shiori trước đó. Và đây cũng là tác phẩm làm nên danh tiếng cho cô. Bối cảnh của tác phẩm diễn ra 250 năm trước bối cảnh của Áo giáp vàng, và diễn ra đồng thời với manga Saint Seiya: Next Dimension của Masami.
Lúc đó, Shiori gặp Kurumada Masami (tác giả của manga Saint Seiya - được biết đến ở Việt Nam với cái tên Áo giáp vàng) trong một cuộc gặp mặt với công chúng. Cô đưa cho Masami tác phẩm đầu tay của mình cùng với một bức thư tay, điều này khiến Masami quyết định cử Shiori sáng tác The Lost Canvas. Shiori dự tính rằng The Lost Canvas sẽ kéo dài chừng vài tập, nhưng cho đến nay đã có 17 tập được xuất bản, chưa tính tới các chương chưa được xếp vào tập nào. Bản thân Shiori cũng rất ngạc nhiên về độ dài của Saint Seiya: The Lost Canvas.
Saint Seiya: The Lost Canvas nhanh chóng gặt hái thành công, kể cả tại những quốc gia có đông đảo fan hâm mộ của Saint Seiya/Áo giáp vàng "bản gốc" của Masami. The Lost Canvas có phong cách khác Next Dimension của Masami và Saint Seiya: Episode G của Okada Megumu, với nét vẽ đơn giản và thú vị, trung thành với phong cách cổ điển của manga và tỏ ra hợp với thị hiếu độc giả hơn. Việc viết một tác phẩm shounen dành cho nam thiếu niên đã khiến Shiori - một mangaka vốn quen với thể loại shoujo và josei dành cho nữ giới - cảm thấy lúng túng và khó khăn lúc ban đầu, cô phải viết một tác phẩm với mạch truyện và tình tiết diễn biến nhanh hơn rất nhiều so với các tác phẩm trước đó của mình.
Tesirogi Shiori là một fan hâm mộ của Saint Seiya, điều này thể hiện ở biệt danh "Marin Gold" mà cô sử dụng lúc ban đầu. Các fan của anime và manga Áo giáp vàng đã nhận xét rằng chính manga này đã gây ra nhiều ảnh hưởng nhất đến sự nghiệp sáng tác của Teshirogi Shiori.
Nhìn chung thì các tác phẩm của Teshirogi Shiori đề cập nhiều đến sự sống và cái chết của con người, là một đặc điểm được xem là khá u ám và ảm đạm trong các tác phẩm của cô.

## Tác phẩm
| Tên                                                                 | Thể loại                                             | Số tập                           |
| Dear my Doll ~Kimito no Yakusoku~                                   | Giả tưởng, Shoujo, Siêu nhiên, Bi kịch               |                                  |
| Delivery                                                            | Shoujo,kịch tính, Xã hội                             |                                  |
| Kanojo ga Tonda Hi ~ 彼女が飛んだ日                                 | Mature, Tâm lý, Lãng mạn, học đường, Shoujo, Bi kịch |                                  |
| Tong Ling Shao Nu: Si Zhe Chen Shui Yu Huang Ye                     |                                                      |                                  |
| Kieli: Shisha-tachi wa Arano ni Nemuru ~ キーリ死者たちは荒野に眠る | Giả tưởng, Shoujo, Siêu nhiên                        | 2                                |
| Saint Seiya: The Lost Canvas 聖闘士星矢THE LOST CANVAS冥王神話      | Hành động, Võ thuật, Shounen                         | 16 (Al 30 de Septiembre de 2009) |